# Holsted Sogn (Næstved Kommune)
Holsted Sogn ist eine Kirchspielsgemeinde (dän.: Sogn) in der Stadt Næstved auf der Insel Sjælland im südlichen Dänemark. Sie entstand am 3. Dezember 2000 durch Abspaltung aus dem Herlufsholm Sogn in der damaligen Næstved Kommune im Storstrøms Amt, die im Zuge der  Kommunalreform zum 1. Januar 2007 in der „neuen“ Næstved Kommune in der Region Sjælland aufgegangen ist.
Im Kirchspiel leben 9839 Menschen, der Großteil davon gehört zu den 44.996 Einwohnern von Næstved (Stand: 1. Januar 2023).
Im Kirchspiel liegt die Kirche „Holsted Kirke“.
Nachbargemeinden sind im Norden Rislev Sogn, im Nordosten Fensmark Sogn, im Osten Holme Olstrup Sogn, im Süden Rønnebæk Sogn und Sankt Peders Sogn und im Westen Herlufsholm Sogn.

## Geschichte
Bis 1970 gehörte Herlufsholm Sogn zur Harde Øster Flakkebjerg Herred im damaligen Sorø Amt.